# Villa Pardoes

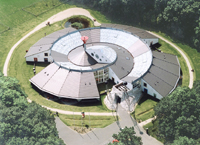
Aanzicht voor de uitbreiding van 2016

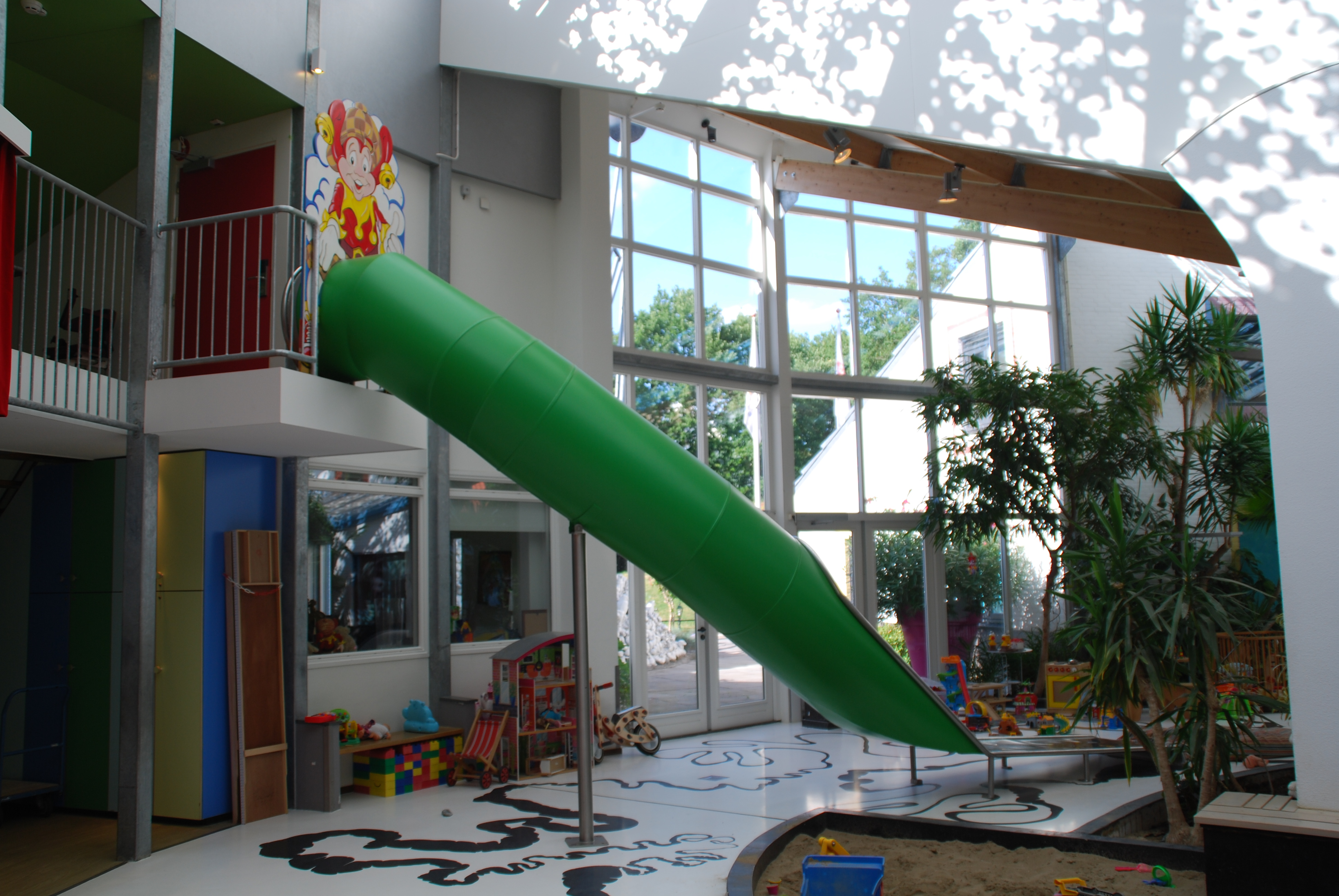
Binnentuin

Villa Pardoes is een vakantieverblijf in Kaatsheuvel voor gezinnen met een kind met ernstige ziekte of aandoening. Samen met hun ouders, broertjes en zusjes beleven zij hier een week lang gratis een vakantie. Villa Pardoes richt zich op zieke kinderen uit Nederland  in de leeftijdscategorie van 4 tot 12 jaar oud.

## Achtergrond
Het idee voor Villa Pardoes is gebaseerd op het succesvolle initiatief van de organisatie "Give Kids The World" dat in de Verenigde Staten ernstig zieke kinderen een vakantie aanbiedt. Villa Pardoes is opgericht door Stichting Natuurpark De Efteling (de eigenaar van attractiepark De Efteling). Voor de fondsenwerving en het beheer zijn twee aparte stichtingen opgericht.

## Verblijf
Villa Pardoes werd in het jaar 2000 geopend en bestond oorspronkelijk uit acht ruime vakantiewoningen. Na een uitbreiding in 2015 zijn er twaalf woningen, die aan elkaar geschakeld zijn rondom twee centrale ruimtes. Het gebouw en de latere uitbreiding zijn ontworpen door Anoul Bouwman. Na de uitbreiding biedt de Villa plaats aan 600 gezinnen per jaar.
De woningen zijn zo ingericht dat de kinderen er met hun gezin zonder obstakels en zonder medische hulpmiddelen kunnen verblijven. 
Een kind wordt aangemeld door de ouders, samen met de behandelend kinder- of revalidatiearts. De aanmeldingen worden beoordeeld door de Medische Commissie van Villa Pardoes. 
Het kind en zijn gezin hebben tijdens hun verblijf gratis toegang tot diverse attracties in de buurt, waaronder de Efteling, Attractiepark Toverland en Safaripark Beekse Bergen.

## Trivia
- Verschillende herkenbare elementen uit de Efteling hebben een plaats gevonden in Villa Pardoes zoals; de Witte Olifant van het voormalig Kinderbad, een boot van De Vliegende Hollander, een bobslee van de voormalige attractie Bob.

Lijst van attracties in de Efteling · Lijst van sprookjes in de Efteling · Afbeeldingen